# Davorin Ferligoj
Davorin Ferligoj, slovenski partizan, politik in gospodarstvenik, * 4. junij 1921, Rubije, Italija, † april 2003.

## Življenje in delo
Rodil se je v družini kmeta in gostilničarja Janka in gospodinje Helene Ferligoj, rojene Vižintin, v Rubijah pri Sovodnjah ob Soči. Končal je visoko šolo za turizem in gostinstvo v Rimu. Po 2. svetovni vojni pa Višjo pravno šolo v Mariboru. Pred vojno je delal kot sezonski delavec v gostinstvu v Gradežu, Meranu in Corvari. V letih 1942–43 je služil vojsko v raznih krajih Italije. Julija 1943 je pobegnil iz italijanske vojske in se pridružil partizanom. V narodnoosvobodilni borbi je sodeloval kot borec in komandant bataljona v Gradnikovi brigadi (julij 1943–marec 1944), kot politični komisar Prešernove brigade (marec–september 1944), kot namestnik političnega komisarja divizije Garibaldi Natisone (november 1944) in kot član štaba 31. divizije (december 1944–maj 1945). Bil je večkrat ranjen.
Po osvoboditvi je do leta 1955 delal na Ministrstvu za notranje zadeve Ljudske republike Slovenije. Istočasno je bil tudi 18 let neprekinjeno poslanec Ljudske skupščine Ljudske republike Slovenije. V letih 1945–47 je bil član Pokrajinskega odbora KPS za Primorsko. Leta 1955 je bil izvoljen za predsednika Občinske skupščine Piran (Občina Piran), to funkcijo je opravljal 11 let. Bil je tudi predsednik okraja Koper, 1969–1970 pa namestnik republiškega sekretarja za gospodarstvo. Od leta 1970 do upokojitve 1988 je služboval kot generalni direktor Turistične agencije Emona-Globtour v Ljubljani, ter bil istočasno predsednik Gostinske zbornice Slovenije, član? Turistične zveze Jugoslavije in Turistične zveze Slovenije. Za zasluge v vojni in delo v gospodarstvu je prejel več državnih odlikovanj in vrsto drugih priznanj.
Njegova hči je znana statističarka Anuška Ferligoj.

## Odlikovanja
- red za hrabrost (2x)
- red partizanske zvezde s srebrnim vencem
- red dela z rdečo zastavo
- red dela z zlatim vencem